# مرغ بهشتی دوازده‌پره‌ای
مرغ بهشتی دوازده‌پره‌ای (نام علمی: Seleucidis melanoleucus) نام یک گونه از تیره مرغ بهشتی است.

## نگارخانه

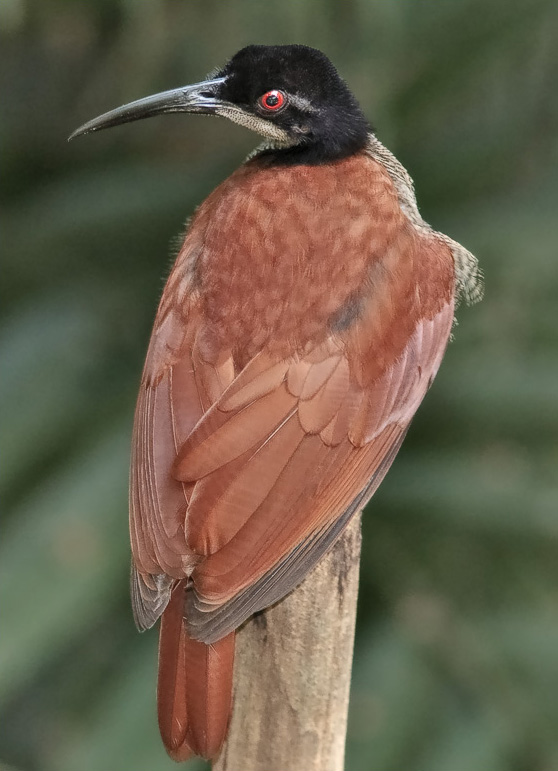